# Жінка з Ісдален
Жінка з долини Ісдален (норв. Isdalskvinnen) – невідома жінка, тіло якої було знайдено в долині Ісдален біля Бергена  29 листопада 1970 року. Завдяки дивним обставинам її смерті інтерес до особистості цієї жінки та можливих причин її смерті не згасає і посьогоднішній день.
Під час спроби встановити особистість жінки з'ясувалося, що вона активно подорожувала по Норвегії та іншим європейським країнам, використовуючи 9 різних псевдонімів. Крім того, всі бірки на її одязі булі зрізані.  Таке ретельне приховування всіх обставин, які могли б розкрити справжнє ім'я цієї жінки, змусило припустити, що її смерть могла бути пов'язана зі шпигунством.

## Обставини знахідки

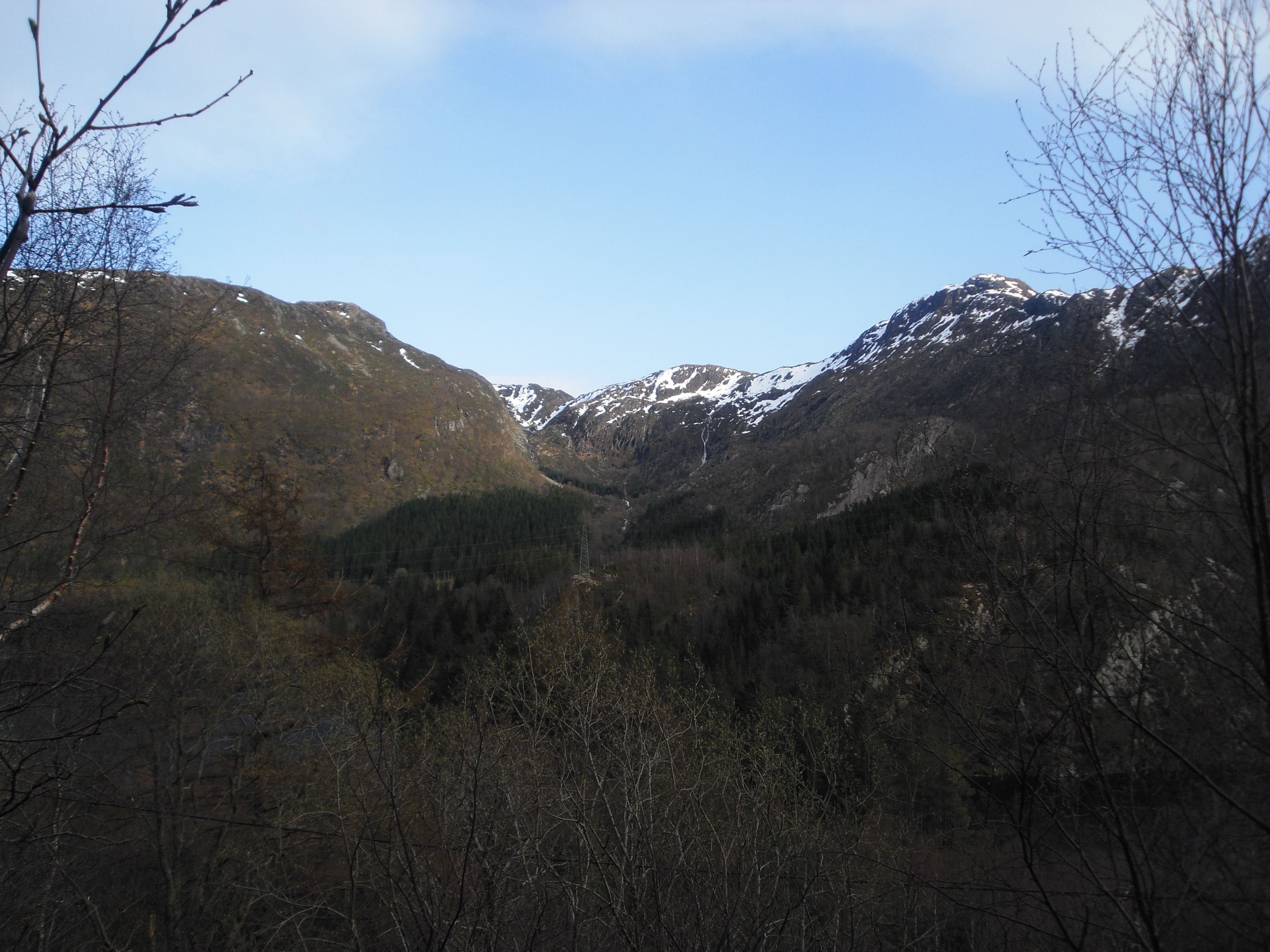
Вид на долину Ісдален, 2009 рік

29 листопада 1970 року норвезький професор історії з двома доньками вирушив на прогулянку колицями озера Свартідікет, що неподалік від Бергена . Безтурботна прогулянка затьмарилася моторошною знахідкою: збоку від стежки, між валунів, 12-річна дочка професора помітила напівоголене тіло. Наляканій сім’ї довелося обійти озеро пішки, щоби дістатися до найближчого поліцейського відділку й повідомити про те, що трапилося.
Прибувши на місце, поліцейські одразу відзначили специфічний запах (пізніше поруч знайшли сліди бензину) та позу жертви — так звану «позу фехтувальника», яка спостерігається у постраждалих від струсу мозку. Обличчя й усе тіло жінки спереду були обпалені до невпізнавання, а ось спину та інші частини тіла ззаду вогонь не зачепив.
Поруч із загиблою знайшли залишки одягу, парасольку, пару гумових чобіт, перстень, сережки та годинник, нейлонові колготки, пляшку місцевого трав'яного лікеру і дві напіврозплавлені пластикові пляшки — обидві з ретельно стертим маркуванням. На жодній із речей жінки також не було ярликів. Ідентифікувати тіло не вдалося — в лабораторії Бергенского університету, де провели розтин, їй присвоїли номер 134/70. Один із експертів-криміналістів Тормод Бонес особливо відзначив, як акуратно були розкладені прикраси — ніби для якогось ритуалу чи церемонії.

## Слідство
Запити, розіслані до всіх норвезьких поліцейських відділків, не прояснили ситуації: жінку ніби ніхто й не шукав. Кілька днів по тому в камері схову бергенського вокзалу виявили дві валізи, залишених ще 23 листопада: їх термін зберігання минув, але за ними так ніхто й не прийшов. Відбитки пальців на валізах збігалися з відбитками загиблої жінки. Та надія на розгадку миттєво згасла, коли виявилося, що всередині валіз — ще більше одягу зі зрізаними ярликами, косметика, декілька пар окулярів, перуки та блокнот зі списаною кодами першою сторінкою. З усіх косметичних тюбиків, як і з пляшок води, були стерті будь-які розпізнавальні знаки; баночки не зміг ідентифікувати ані директор Галереї Лафайєт, ані співробітники інших великих європейських універмагів, яким норвезька поліція відправила фотографії в надії дізнатися хоч щось.
У валізах виявили: одяг, декілька перук, німецькі та норвезькі банкноти, а також бельгійські, британські та швейцарські монети, гребінь та гребінець для волосся, косметику, декілька чайних ложок, тюбик крему від екземи. Утім, серед знахідок виявився пакет зі взуттєвого магазину в норвезькому містечку Ставангер. Син його власника Рольф Рертвед зміг пригадати незвичну клієнтку, яка заходила до магазину за три тижні до цього: вона прискіпливо розглядала асортимент і пішла з парою гумових чобіт модної тоді моделі «Селебріті». Такі ж знайшли поруч із тілом. Продавець описав її як добре вдягнену і привабливу жінку з темним волоссям, яка говорила англійською з акцентом. 
Однак ця зачіпка теж нікуди не вела: ім'я виявилося вигаданим. У ще кількох норвезьких готелях знайшли форми, заповнені її почерком; всюди вона зупинялася під різними іменами. Більшість готелів у ті часи вимагали, щоби гості пред’являли паспорт та заповнювали реєстраційну анкету. Це означало, що в жінки було декілька фальшивих паспортів.
Дати проживання збіглися і з деякими кодами на записці з валізи: так вдалося з'ясувати, що таємнича жінка побувала ще в Парижі та Осло.
На погляд нечисленних свідків, їй було від 25 до 40 років; усі згадували, що вона виглядала дуже елегантно й подорожувала наодинці.
Вони з’ясували, що жінка говорила не лише англійською. Вона також використовувала деякі німецькі фрази. А ще часто просила змінити номер, одного разу тричі попрохала про переїзд.
На цьому розслідування зайшло у глухий кут, хоча ним займалися навіть секретні служби: всі знахідки та загадковість обставин натякали на те, що «жінка з Ісдален» могла бути шпигункою. Проте якої країни, що саме привело її до Бергена й чому її життя обірвалося за таких обставин, з’ясувати так і не вдалося. Допитували навіть агентів Моссаду, але було марно.
Коли слідчі проводили огляд тіла жінки, вони виявили дивний синець на правій стороні шиї, який міг бути результатом удару чи падіння. Не було жодних ознак того, що жінка страждала на якусь хворобу.
Результати розтину свідчили, що вона померла від поєднання медикаментів і опіків: у її шлунку знайшли півсотні таблеток фенобарбіталу, що розчинилися не до кінця. Також розтин показав, що вона ніколи не була вагітною. Виявлено сліди бензину на землі під тілом.  Це означає, що для підпалу було використано саме бензин. У її крові було виявлено високу концентрацію монооксиду вуглецю — свідчення отруєння продуктами горіння. За офіційною версією, її смерть вважається самогубством.
24 листопада 1970 року, за 5 днів до виявлення тіла в долині Ісдален, 26-річний місцевий житель вирушив на прогулку з друзями в ті самі місця. Там він побачив жінку, яка була перелякана, у компанії двох чоловіків «середземноморської» зовнішності в чорних пальто. Коли вона помітила свідка, то відкрила рот, збираючись щось сказати, але в останній момент, мабуть, злякалася реакції з боку чоловіків. Всі троє виглядали як іноземці, причому жінка була одягнена елегантно, але явно не для прогулянок на природі.
Коли він дізнався про знахідку в долині, то негайно звернувся до поліції, де упізнав жінку по фото. Але, за його словами, поліцейські сказали йому: «Забудь про це! Ця справа ніколи не буде розкрита» (норв. «Glem henne, hun ble ekspedert. Saken blir aldri oppklart»), в результаті чого він вирішив розголосити свою розповідь тільки через 32 роки.

## Журналістське розслідування
Нині, на хвилі цікавості до жанру true crime (тобто журналістських розслідувань кримінальних історій), за справу взялася норвезька телерадіокомпанія NRK. 17 жовтня 2016 року документальний підрозділ NRK запустив свій подкаст про загадкову жінку: всю історію поступово відновлювали за архівними матеріалами й розповідями свідків розслідування, що дожили до наших днів. Опис, наведений нижче, поліцейські направили до Інтерполу та поліцейських сил по всій Європі, Північній Африці та Близькому Сходу: «Близько 25–30 років. Зріст — 164 см, худа з широкими стегнами. Довге коричнево-чорне волосся, маленьке обличчя круглої форми, карі очі, маленькі вуха. Зуби зазнали суттєвого ремонту [Архівовано 4 жовтня 2017 у Wayback Machine.], деякі з молярів мали золоті коронки і стоматологічні роботи такого роду [Архівовано 16 травня 2017 у Wayback Machine.], що практикується на Далекому Сході, в Центральній та Південній Європі та Південній Америці. Чотирнадцять зубів мають частково або повністю запломбовані канали. Існує помітна перегородка між двома верхніми передніми зубами».
Після запиту документалістів в архіві університетської лікарні Бергена знайшли її щелепу, яку вважали загубленою. За справу знову взялося норвезьке розвідувальне управління. До того ж, за декілька десятиліть, що минули, з'явилися нові технології, які дозволяють точніше встановлювати особу загиблих. 29 листопада 2016 року — рівно через 46 років після моторошної знахідки під Бергеном — NRK опублікувала портрет «жінки з Ісдален», намальований за свідченнями очевидців.
На прохання спецслужб та журналістів до розслідування підключилися науковці з Норвегії, Австрії та Австралії, що спеціалізуються на аналізі ДНК.
19 травня 2017 року було опубліковано результати дослідження ДНК та зубної емалі загиблої — за наявністю в ній певних хімічних елементів науковці можуть визначити навіть те, які продукти свого часу їла людина. Спеціалістам вдалося встановити, що жінка з Ісдален, ймовірно, була родом зі Східної Європи, однак у дитинстві переїхала (до чи після Другої світової війни) до Франції чи Німеччини. Доцент Джуріан Худжуерфф (Jurian Hoogewerff) із Університету Канберри стверджує, експертиза почерку може свідчити про те, що ця жінка навчилась писати у Франції.